# Домінік Абель
Доміні́к А́бель (фр. Dominique Abel; нар. 1957, Тюен, Бельгія) — бельгійський актор, режисер, сценарист і продюсер. Працює у творчому дуеті зі своєю дружиною Фіоною Гордон.

## Біографія
Домінік Абель народився в 1957 році в Тюені, Бельгія. Після закінчення середньої школи, він поступив на факультет економіки університету в Левен-ла-Неві. Закінчивши його через чотири (1980—1984), Домінік зрозумів, що в майбутньому не бачить себе в цій професії, та згодом поступив до театральної школи Жака Лекока.
На початку 1980-х років Домінік Абель познайомисвся Фіоною Гордон, з якою заснував компанію під назвою «Courage My Love». У 1987 році Донімік і Фіона одружилися та продовжили свою спільну творчу кар'єру. Вони виступали зі своїми концертами у багатьох країнах і писали усі сцени самостійно.
На початку 2000-х років Домінік Абель почав зніматися в кіно. Спочатку він грав невеликі ролі в різних  короткометражних фільмах. Пізніше разом з Фіоною і режисером Бруно Ромі Домінік випустив свій перший повнометражний фільм під назвою «Айсберг», до якого написав сценарій і зіграв головну роль. Надалі співпраця з Ромі продовжилася, і трійця зняла фільми «Румба» та «Фея», отримавши за них низку фестивальних кінонагород.
У 2016 році дует Абель-Гордон випустив свій черговий фільм під назвою «Дива в Парижі», в якому окрім них самих знялися також французькі актори Еммануель Ріва і П'єр Рішар. Сюжет фільму оповідає про жінку, що приїхала до Парижа, де зустріла кохання всього свого життя. Стрічка стала останньою роботою відомої французької акторки Еммануель Ріва, яка померла незабаром після закінчення зйомок у віці 89 років. У 2018 році фільм був висунутий 3-х категоріях на здобуття бельгійської національної кінопремії «Магрітт».

## Фільмографія
Актор
| Рік  |     | Назва українською           | Оригінальна назва         | Роль         |
| ---- | --- | --------------------------- | ------------------------- | ------------ |
| 1994 | к/м | Мерсі, Купідон!             | Merci Cupidon             |              |
| 1998 | к/м | Любителі бару               | Le bar des amants         | черевомовець |
| 2000 | к/м | Розіта                      | Rosita                    | Raoul        |
| 2000 | к/м | Прогулянка на Дикій Стороні | Walking on the Wild Side  |              |
| 2003 | к/м |                             | Je suis Lune              |              |
| 2005 |     | Айсберг                     | L'iceberg                 | Жульєн       |
| 2008 |     | Румба                       | Rumba                     | Дом          |
| 2011 |     | Фея                         | La fée                    | Дом          |
| 2015 |     | Надновий заповіт            | Le tout nouveau testament | Адам         |
| 2016 |     | Дива в Парижі               | Paris pieds nus           | Дом          |

Режисерка, сценаристка, продюсер
(Усі з Фіоною Гордон)
| Рік  |     | Назва українською           | Оригінальна назва        | Режисер | Сценарист | Продюсер |
| ---- | --- | --------------------------- | ------------------------ | ------- | --------- | -------- |
| 1994 | к/м | Мерсі, Купідон!             | Merci Cupidon            | Так     | Так       |          |
| 2000 | к/м | Розіта                      | Rosita                   | Так     | Так       |          |
| 2000 | к/м | Прогулянка на Дикій Стороні | Walking on the Wild Side | Так     | Так       | Так      |
| 2005 |     | Айсберг                     | L'iceberg                | Так     | Так       | Так      |
| 2008 |     | Румба                       | Rumba                    | Так     | Так       | Так      |
| 2011 |     | Фея                         | La fée                   | Так     | Так       |          |
| 2016 |     | Дива в Парижі               | Paris pieds nus          | Так     | Так       | Так      |

## Визнання
| Рік                                                   | Категорія                                                      | Фільм                                         | Результат    |
| ----------------------------------------------------- | -------------------------------------------------------------- | --------------------------------------------- | ------------ |
| Кінофестиваль в Аванці (Португалія)                   |                                                                |                                               |              |
| 2000                                                  | Приз кіно — Найкращий короткометражний фільм                   | Прогулянка на Дикій Стороні (з Фіоною Гордон) | Перемога     |
| Міжнародний кінофестиваль Форт-Лодердейл              |                                                                |                                               |              |
| 2000                                                  | Приз журі — Найкраща короткометражна комедія (з Фіоною Гордон) | Прогулянка на Дикій Стороні                   | Перемога     |
| Міжнародний кінофестиваль франкомовного кіно в Намюрі |                                                                |                                               |              |
| 2000                                                  | Золотий Баярд за найкращий фільм                               | Прогулянка на Дикій Стороні (з Фіоною Гордон) | Перемога     |
| 2000                                                  | Найкращий бельгійсько-французький фільм                        | Прогулянка на Дикій Стороні (з Фіоною Гордон) | Перемога     |
| 2005                                                  | Золотий Баярд за найкращий фільм                               | Айсберг (з Фіоною Гордон і Брюно Ромі)        | Номінація    |
| Київський міжнародний кінофестиваль «Молодість»       |                                                                |                                               |              |
| 2005                                                  | Скіфський олень за найкращий фільм                             | Айсберг (з Фіоною Гордон і Брюно Ромі)        | Номінація    |
| Кінофестиваль в Боготі                                |                                                                |                                               |              |
| 2005                                                  | Приз за найкращий фільм                                        | Айсберг (з Фіоною Гордон і Брюно Ромі)        | Перемога     |
| Афінський міжнародний кінофестиваль                   |                                                                |                                               |              |
| 2008                                                  | Приз аудиторії за найкращий фільм                              | Румба                                         | Перемога     |
| Каннський міжнародний кінофестиваль                   |                                                                |                                               |              |
| 2011                                                  | Приз Міжнародної конфедерації художнього кіно (C.I.C.A.E.)     | Фея (з Фіоною Гордон і Брюно Ромі)            | Номінація    |
| Гемптонський міжнародний кінофестиваль                |                                                                |                                               |              |
| 2011                                                  | Золота морська зірка за художню особливість                    | Фея (з Фіоною Гордон і Брюно Ромі)            | Перемога     |
| Премія «Магрітт»                                      |                                                                |                                               |              |
| 2012                                                  | Найкращий фільм                                                | Фея (з Фіоною Гордон і Брюно Ромі)            | Номінація    |
| 2012                                                  | Найкращий режисер                                              | Фея (з Фіоною Гордон і Брюно Ромі)            | Номінація    |
| 2018                                                  | Найкращий фільм                                                | Дива в Парижі (з Фіоною Гордон)               | Номінація    |
| Міжнародний кінофестиваль у Денвері                   |                                                                |                                               |              |
| 2016                                                  | Приз Данина (з Фіоною Гордон)                                  | Приз Данина (з Фіоною Гордон)                 | Перемога     |
| 2016                                                  | Приз Рідкісна перлина                                          | Дива в Парижі (з Фіоною Гордон)               | Перемога     |
| Премія «Люм'єр»                                       |                                                                |                                               |              |
| 2018                                                  | Найкращий франкомовний фільм                                   | Дива в Парижі (з Фіоною Гордон)               | В очікуванні |

## Громадська позиція
У липні 2018 підтримав петицію Асоціації французьких кінорежисерів на захист ув'язненого у Росії українського режисера Олега Сенцова